# Линчевский, Владимир Викторович
Владимир Викторович Линчевский (3 марта 1953, Черемхово, Иркутская область) — советский футболист, экс-старший тренер ФК «Экибастуз».

## Футбольная карьера
В. В. Линчевский родился 3 марта 1953 года в Черемхово Иркутской области. Игровая карьера прошла в чимкентском «Металлурге» (1970—1977) и павлодарском «Тракторе».

## Тренерская карьера
Тренерская карьера В. В. Линчевского связана со многими казахстанскими клубами. Он работал с «Иртышом», Актобе-Ленто, Жетысу и рядом других клубов. Под руководством В. В. Линчевского «Иртыш» дважды стал чемпионом и однажды взял «бронзу», а «Батыр» — завоевал «серебро».

## Личная жизнь
Окончил факультет физической культуры и спорта Павлодарского педагогического института по специальности «тренер-преподаватель». Женат. Двое детей.